# Ольшуковская
Ольшуковская — деревня в Вожегодском районе Вологодской области.
Входит в состав Вожегодское городское поселение, с точки зрения административно-территориального деления — в Вожегодский сельсовет.
Расстояние до районного центра Вожеги по автодороге — 11 км. Ближайшие населённые пункты — Малая Климовская, Зиненская, Тупицыно, Кузнецовская, Пешково, Сорожинская.
По переписи 2002 года население — 39 человек (21 мужчина, 18 женщин). Всё население — русские.